# 히노우치 에미
히노우치 에미(일본어: 日之内エミ, 1982년 9월 7일)는 일본의 가수이다.

## 발표 음반

### 정규 음반
- 1집 《Dramatiques》 (2003년 11월 27일)
- 2집 《ME ...》 (2008년 12월 3일)

### 싱글 음반
- 1집 《Magic／World》 (2002년 11월 20일)
- 2집 《Crying》 (2003년 4월 23일)
- 3집 《Freak!》 (2003년 7월 30일)
- 4집 《Painful》 (2003년 10월 29일)
- 5집 《O'kay》 (2007년 5월 16일)
- 6집 《GOODIE MEMORIES》 (2007년 9월 5일)
- 7집 《愛だけが》 (2008년 4월 9일)
- 8집 《片想い》 (2008년 11월 5일)

### 그외 활동
- 에픽하이 4집 《Remapping the Human Soul》 〈Flow〉 피쳐링